# Fréjus-Straßentunnel
Der Fréjus-Straßentunnel, auch Mont-Cenis-Straßentunnel, (französisch Tunnel routier du Fréjus; italienisch Traforo stradale del Frejus) ist ein mautpflichtiger Autobahntunnel in den Alpen zwischen Frankreich (Savoyen) und Italien (Piemont) auf der Verbindung zwischen den Orten Modane und Bardonecchia.
Er unterquert das Mont-Cenis-Massiv parallel zum Mont-Cenis-Eisenbahntunnel in der Nähe des Pointe de Fréjus (2932 m) und des Col de Fréjus (2542 m).
Der Straßentunnel wurde am 12. Juli 1980 eröffnet und ersetzte die Autoverladung per Bahn durch den Mont-Cenis-Eisenbahntunnel. Er hat eine Länge von 12,870 Kilometer. Der Tunnel verfügt seit 1. August 2025 über 2 Röhren mit jeweils 1 Fahrspur. Die zweite Röhre wurde am 1. August 2025 eröffnet.

## Maut
Die Durchfahrt des Tunnels ist mautpflichtig. Eine Durchfahrt mit dem PKW von Italien aus kostet 55,80 Euro, von Frankreich aus 54,80 Euro. (Verschieden wegen unterschiedlicher Mehrwertsteuersätze). Nur etwa 14 Euro mehr kostet ein Retour-Ticket für die Hin- und Rückfahrt (Stand: 1. Januar 2025). Eine berührungslose Bezahlung mittels Transponder (Télépéage oder Telepass) ist nicht möglich.

## Sicherheit und Unfälle
Infolge des Unfalls im Mont-Blanc-Tunnel im Jahr 1999 wurde die Sicherheit im Tunnel verbessert. Unter anderem können nun an fünf Stellen auch Lastwagen im Tunnel wenden.
Am 4. Juni 2005 starben bei einem Brand im Tunnel zwei Menschen, 19 weitere erlitten Rauchvergiftungen. Ein mit Reifen beladener Lastwagen hatte in dem knapp 13 Kilometer langen Tunnel Feuer gefangen, nachdem er zuvor bereits Diesel verloren hatte. Die Flammen erfassten fünf weitere Fahrzeuge, darunter drei Lkw. Der Tunnel blieb dann bis 3. August 2005 geschlossen, da die Decke teilweise eingestürzt war.
Etwa 1,8 bis 2,0 Millionen Fahrzeuge nutzen den Tunnel pro Jahr.

## Zweite Röhre
2004 wurde der Bau einer zweiten Röhre beschlossen und 2009 begonnen; 2014 erfolgte der Durchbruch. Hierdurch soll die Sicherheit verbessert werden: Die Zahl der Schutzräume wird von 11 auf 34 erhöht und es werden alle 400 Meter Verbindungstunnel geschaffen. Eine Kapazitätserhöhung ergibt sich daraus laut Betreiber nicht, da in beiden Röhren nur jeweils ein Fahrstreifen für den Verkehr freigegeben sein wird; die verbleibende Fläche wird für Rettungsstreifen genutzt, die auch Wartungsarbeiten erleichtern sollen. Die Eröffnung erfolgte nach mehreren Verzögerungen am 1. August 2025.

## Filme
- Manfred Baur, Hannes Schuler: Der Durchbruch. (Memento vom 29. September 2010 im Internet Archive) Die Eroberung der Alpen, Teil 2 (5teilig). 2009, Dokumentation. 45 Min.